# Non mollare mai (film)
Non mollare mai (American Underdog) è un film del 2021 diretto da Andrew e Jon Erwin.

## Trama
Kurt Warner vorrebbe realizzare il suo sogno di diventare un giocatore professionista di football americano, nel ruolo di quarterback, ma ormai inizia ad essere avanti con l'età e le occasioni sono sempre più ridotte. Un giorno conosce Brenda, una donna divorziata con due figli, di cui uno è ipovedente, ma Kurt si innamora appassionatamente di lei, ricambiato, e si affeziona sempre più ai suoi figli, così la coppia e i bambini iniziano a vivere insieme come una vera famiglia, pur fra notevoli difficoltà economiche.
Kurt lavora come impiegato in un supermercato, avendo poco tempo da passare con Brenda, che lavora come infermiera in orari diversi dai suoi. Benché il suo sogno sia sfondare nell'NFL, Kurt accetta di giocare nell'Arena Football League per poter mantenere la famiglia, ma questo lo porta a vivere lontano da Brenda e i due finiscono per lasciarsi. Dopo la morte dei genitori di Brenda in un tornado, evento in cui Kurt torna a starle accanto e decide di sposarla, l'uomo riceve una proposta dei St. Louis Rams che gli dà finalmente l'opportunità di mostrare il suo valore sul campo da gioco.